# 마음이 외치고 싶어해
《마음이 외치고 싶어해》(일본어: 心が叫びたがってるんだ。 고코로가사케비타갓테룬다[*])는 2015년 9월 19일에 공개된 일본의 애니메이션 영화로, A-1 Pictures가 제작하였다. 부제는 Beautiful Word Beautiful World, 약칭은 코코사케(ここさけ)다. 2017년 7월 29일 오후 9시~11시 10분에 후지 TV 계열(후지 네트워크)의 토요 프리미엄 시간대에 TV에서 첫 방송을 했다.
제39회 일본 아카데미상 우수 애니메이션 작품상을 수상하였으며, 제19회 문화청 미디어 예술제 애니메이션 부문 심사위원회 추천 작품으로 선정되었다. 그리고, 나루세 준의 성우 미나세 이노리는 제25회 일본 영화 비평가 대상 신인상 수상을 수상했다.

## 개요
후지 TV 계열 《노이타미나》에서 방송된 《그날 본 꽃의 이름을 우리는 아직 모른다》(이하 《아노하나》)의 메인 스태프(초평화 버스터즈)가 재집결해서 제작됐다.
2014년 8월 31일에 지치부 등에서 개최된 ‘그 꽃 여름 축제 in 지치부 Final’에서 《아노하나》 메인 스태프에 의한 사이타마현 지치부시를 무대로 한 극장판 오리지널 신족이 발표된다. 같은 해 12월 3일의 지치부 밤축제에서 제목, 스태프가 발표됐다. 2015년 3월 20일에 개최된 AnimeJapan2015 무대에서 정식적인 제작 발표가 행해졌다.
본작은 《아노하나》와 같이 사이타마 현 지치부 시가 무대로 되고 있지만, 요코제 역이나 다이지 절 등, 지치부군 요코제정의 풍경도 많이 등장한다. 또, 《아노하나》의 등장인물이 카메오 출연이지만, 이야기에는 직접적인 관계성은 없으며 별개의 이야기이다.

## 줄거리
소녀 나루세 준은 어렸을 때에 동경하고 있던 산 위의 성(실제로는 러브 호텔)에서 부친과 바람 상대의 여성이 차로 나오는 것을 목격하고 그것을 ‘왕자님과 공주님’의 이야기로 친모에게 말하게 되지만 그 이유로 준의 부모가 이별을 하게 된다. 부친이 집을 떠날 때에 “이게 다 네 말 때문 아닐까?”라고 말하며, 슬픔에 잠긴 준. 그곳에 나타난 달걀 요정이 말하면 배가 아파오는 저주를 걸게 된다.
시간은 흘러서 고등학교 2학년이 된 준은 저주 탓에 다른 사람과는 메모나 휴대전화 메시지로만 의사소통을 할 수 있으며, 그 때문에 주위 사람들로부터 이상한 아이 취급을 받고 있다. 그런 그녀는 담임으로부터 같은 반인 사카가미 다쿠미, 니토 나쓰키, 다자키 다이키와 함께 ‘지역 주민 교류회’ 실행 위원으로 지명된다. 이 4명은 평상시에는 특별히 친하지 않은 사이인데다가 지명된 것 자체를 곤혹 및 반발한다. 담임 교사는 모임을 회피한 다이키를 제외한 3명에 대해서 이전의 한 사례가 없는 뮤지컬을 제안했으며, 준의 마음은 움직이지만 다쿠미와 나쓰키의 반응은 좋지 않았다. 그 후, 다쿠미로부투 뮤지컬을 하고 싶냐는 질문을 받은 준은 휴대전화로 ‘말 못하게 된 이유’를 밝혔다. 다쿠미는 “노래라면 저주와 상관없을지 몰라”라고 말한다. 집으로 돌아간 준은 노래하면 배가 아프지 않는다는 것을 알게 된다.
교류회에서 할 작품을 정한 학급회에서는 다쿠미와 그 외의 실행 위원들과 후보의 하나로 뮤지컬을 말하며, 다이키는 말 못하는 준이 위원으로 할 수 있는 것이 없다며 화를 내며, 이에 대해서 쓸모없는 놈은 너라며 반박을 한 다쿠미와 다이키의 친구인 미시마 이쓰키 사이에서 싸움이 시작되려고 할 때, 준은 “나는 할 수 있어”라고 모두의 앞에 노래를 부른다. 준은 자신의 생애를 모티브로 한 이야기를 다쿠미에게 휴대전화 메시지로 보내며 자신의 말을 노래로 만들어줬으면 하는 바람을 전했다. 다쿠미는 준의 이야기를 뮤지컬로 하는 것을 생각했으며, 나쓰키와 다이키도 우열곡절 끝에 찬성한다. 학급회에서의 토론에서 처음에는 반대를 한 학생들도 할 마음이 생겼으나 주역급 캐스트는 실행위원에게 떠맡기게 되는 형태이기에 준은 가장 대사(노래)가 많은 여주인공 소녀를 연기하게 됐다. 이윽고, 교실의 다른 학생들도 뮤지컬을 성공시키기 위해서 하나가 됐으며, 준도 다쿠미와 접하는 중에 다쿠미를 향한 여리지만 사랑하는 마음이 싹텄다.
하지만, 교류회 전야에 다쿠미와 나쓰키의 관계를 들어버린 준은 당일이 돼서 다쿠미에게 “여주인공 못하겠어”라는 메시지를 보내며 사라져버린다. 필사적으로 준을 찾는 다쿠미는 폐허가 된 산 위의 성(러브 호텔)에서 그녀를 찾는다. 준은 지금까지 입으로 할 수 없었던 마음의 목소리를 다쿠미에게 퍼부었으며 다쿠미는 모든 것을 들어줬다. 그리고, 두 사람은 나쓰키를 여주인공 소녀의 대역으로 세워서 이미 시작되고 있는 뮤지컬 “청춘의 정강이”를 하기 위해서 학교로 향하며, 준은 제5막에서 소녀의 ‘마음의 소리’ 역으로 〈나의 목소리〉(영국 민요 〈그린슬리브즈〉의 멜로디에 일본어 가사를 넣은 것)를 부르면서 관객석에서 무대로 오른다. 준은 달걀 따위는 없고 자기자신이 달걀이였다는 것을 알게 된다.

## 등장인물
※작중에서 전체 이름이 소개되어있지 않은 인물의 이름이나 읽는 법은 소설판 및 한정판 비디오그램 봉입의 북클릿에 따른다. 또, 비디오그램의 오디오 커멘터리에 의하면 메인 캐릭터 이외의 2학년 2반 학생의 이름은 스태프로부터 취해지고 있다.

### 아게하 고등학교 2학년 2반

#### ‘지역 주민 교류회’ 실행 위원
나루세 준 (成瀬順) 
성우 - 미나세 이노리 
주인공인 소녀. 과거 트라우마로 인해서 말을 할 수 없어지며 말을 하면 배가 아파지게 된다. 하지만, 감정까지는 사라진 것이 아니라서 오히려 표정이나 몸짓에 의한 감정 표현은 풍부하다. 다른 사람과는 메모나 휴대전화 메시지를 통해서 대화한다. 그래서, 휴대전화 타자속도가 빠르다(사용하고 있는 것은 피처 폰). 엄마와 둘이서 살며, 엄마가 일이 바빠서 집에 오는 시간이 늦어서 저녁을 혼자서 만들어 먹는다. 다쿠미가 즉흥으로 만든 곡(영화 《80일간의 세계 일주》의 테마 〈Around the World〉의 멜로디에 일본어 가사를 넣은 것)을 집에서 흥얼거리며, ‘노래’를 하면 배가 아파지지 않는 것을 알고 노래를 통해서 마음을 전하려고 다쿠미에게 “나의 말을 노래로 만들어줘”라고 의뢰한다.
사카가미 다쿠미 (坂上拓実) 
성우 - 우치야마 코우키
조용하고 차분한 성격을 가진 남학생. DTM 연구회에 소속되어있다. 친구는 있으나 다른 사람에게 진심을 말하는 일이 적다. 자신의 교육방침을 놓고 부모님이 대립해서 이미 이혼했다. 아빠에게 떠맡겨지지만 아빠는 일이 바빠서 같이 살지 않고 있으며 얼굴을 마주친 적이 거의 없다. 그래서 아버지측의 주부모와 생활하고 있다. 음악을 좋아하는 친부의 영향으로 음악 관계에서는 상세하며 피아노 등의 악기를 다룰 수 있지만 부모님이 이혼한 것을 원인이 된 생각에 오랫동안 연주하로 있지 않았다. 할머니는 다쿠미를 ‘닷쿤’(たっくん), 이와키는 ‘다쿠짱’(拓ちゃん), 아이자와는 ‘다쿠’(拓)라고 부른다.
니토 나쓰키 (仁藤菜月) 
성우 - 아마미야 소라
치어리더부의 부장을 맡고 있으며 교실 여자의 중심적인 존재이다. 다쿠미와는 중학교가 같으며 그 시절에 사귀고 있었지만 손을 잡지 못한 채로 관계는 흐지부지하게 끝나버리며 다쿠미와의 관계를 되돌리고 싶다는 생각을 하면서도 서로 말 못하고 있다. 준에 대해서는 실행위원으로 노력하고 있는 모습을 보고 응원하고 싶다고 생각하는 한편, 다쿠미와의 교류를 깊게 하는 모습을 보고 질투에 가까운 감정을 품고 있다. 입가(마주본 상태에서 오른쪽 아래)에 점이 있다.
다사키 다이키 (田崎大樹) 
성우 - 호소야 요시마사
야구부의 전 에이스. 고시에 출전까지 앞으로 한 걸음이라는 점에서 팔을 다쳐서 요양중이며, 작품의 중반까지는 삼각건을 오른쪽 팔에 두르고 있다. 눈매가 강하며 말투가 거칠기 때문에 난폭하게 보이지만 올바른 성격으로 이쓰키를 시작으로 하는 그를 잘 아는 사람들로부터의 신뢰가 두텁다. 팔 부상 탓에 꿈을 갑작스럽게 접은 것으로 무기력해져있다. 병나서라도 부에 얼굴을 나타내고 후배 부원을 엄격하게 지도하고 있지만 공격적으로 지도하는 태도 때문에 후배들로부터는 쓸모없는 폐품 취급을 당하며 내심 어려워하고 있다. 이쓰키는 다이키를 ‘다이짱’(大ちゃん)이라고 부른다.

#### 실행위원의 친구
미시마 이쓰키 (三嶋樹) 
성우 - 무라타 타이시
야구부의 캡틴. 다이키의 친구이며, 그의 무념을 헤아려서 대신에 야구부를 이끌어가려고 노력하고 있다. 사귀고 있는 요코는 이쓰키를 ‘잇쿤’(いっくん)이라고 부른다. 다쿠마나 나쓰키와 같은 중학교 출신으로 두 사람이 사귀었던 것을 알고 있었다.
이와키 도시노리 (岩木寿則) 
성우 - 후루카와 마코토
DTM 연구회 소속. 이른바 ‘2차원 지상 주의자’이며 보컬로이드 ‘민트’(ミント)의 팬이다. 극 중 노래에 베토벤 작곡 《비창》의 사용을 제안했다.
아이자와 모토키 (相沢基紀) 
성우 - 오야마 타카노리
DTM 연구회 소속. 곡의 편집을 좋아해서 기기에 대해서 잘 안다. 약간 뚱뚱하며 안경을 쓰고 있다. ‘민트’에게 아오에 미나의 〈이세자키초 블루스〉를 부르게 해서 이와키에게 떨떠름한 얼굴을 하는 장면이 있다. 준이 학급회에서 부른 노래를 민트에게 불리게 하기도 했다. 주민 교류회의 무대에서는 〈타올라라〉를 불렀을 때 ‘펑!’(ボッ！)이라는 가사에 없는 대사를 붙여넣으며 무대를 보고 있던 반 친구인 오카다 마나미로부터 ‘애드리브?’라고 말해지고 있다.
에다 아스카 (江田明日香) 
성우 - 이시가미 시즈카
치어리더부의 부원. 시원시원한 성격. 나쓰키에 이은 학급의 정리 역할로 그녀의 좋은 이해자. 나쓰키의 다쿠미에 대한 마음을 알고 있으며, 그녀의 생각을 밀어주려고 두 사람만이 될 기회를 만들었다. 나쓰키와는 중학교 시절부터 교우가 있으며, 소설판 및 코믹판에서는 나쓰키가 다쿠미와 교제할 때에 중개한 과거가 그려지고 있다.
우노 요코 (宇野陽子) 
성우 - 타카하시 리에
치어리더부의 부원. 이쓰키와 사귀고 있다. 밝고 마이 페이스한 성격이다. 학급회에서의 뮤지컬의 제안에 처음으로 찬성했다.

#### 그 외의 학생 및 교직원
| 아케타가와 (明田川慎二郎) 성우 - 야나기타 준이치 이시카와 아케미 (石川朱美) 성우 - 스와 아야카 이와타 신이치 (岩田晋一) 성우 - 테즈카 히로미치 오카다 마나미 (岡田愛美) 성우 - 히가시우치 마리코 오다기리 하나 (小田桐芭那) 성우 - 하야마 이쿠미 가베 나루미 (賀部成美) 성우 - 키무라 주리 기타무라 요시코 (北村よし子) 성우 - 카쿠마 아이 사이토 고로 (斎藤五郎) 성우 - 에노키 준야 시부야 아키히사 (渋谷昭久) 성우 - 아마사키 코헤이 | 시미즈 료 (清水亮) 성우 - 키지마 류이치 스즈키 아키코 (鈴木章子) 성우 - 타자와 마스미 다카무라 가오리 (高村佳織) 성우 - 쿠보 유리카 다나카 리쿠 (田中陸) 성우 - 니시타니 슈이치 도치쿠라 지호 (栃倉千穂) 성우 - 마에카와 료코 니시고리 다쿠야 (錦織拓哉) 성우 - 야마시타 세이이치로 후쿠시마 류지 (福島竜二) 성우 - 이시야 하루키 미카미 미나코 (三上聖名子) 성우 - 요시노 유나 와타나베 미사 (渡辺美沙) 성우 - 미야케 마리에 |

조시마 가즈키 (城嶋一基) 
성우 - 후지와라 케이지
준 일행의 교실(2학년 2반)의 담임으로 꽤 프랭크한 성격의 음악교사. ‘지역 주민 교류회’에서 실행위원을 지원하는 사람이 없기 때문에 독단적으로 준 일행을 지명하면 교류회 작품으로 뮤지컬을 하는 것을 처음으로 제안한 인물이다. 극 중에서는 학생들은 ‘시맛초’(しまっちょ)로 부르고 있는 장면이 있다. 음악 준비실은 그의 사물로 넘쳐나고 있다.

### 주변 인물
나루세 이즈미 (成瀬泉) 
성우 - 요시다 요
준의 엄마이다. 준이 고등학교 2학년 시점에서는 생명보험 회사에 근무하고 있다. 준의 말을 계기로 남편과 이혼했으며, 혼자서 준을 기르고 있다. 준이 거의 말을 하지 않아서 부끄러움을 느끼며 남들에 대한 체면도 마음에 들지 않으며 일도 바빠서 준에게 안절부절 못하게 된다. 다쿠미나 그의 조부모와는 보험의 권유로 자택을 방분했던 것으로 일면식이 있다.
사카가미 야소하지 (坂上八十八) 
성우 - 츠다 에이조
다쿠미의 할아버지.
사카가미 신 (坂上シン) 
성우 - 미야자와 키요코
다쿠미의 할머니.
준의 아빠
성우 - 노지마 히로후미
본명불명. 준이 초등학생 시절에 아내와 이혼했으며 작품 중에서는 앞 부분밖에 등장하지 않는다. 이혼 전의 자택 현관에는 ‘Watarai’(와라티이)라고 쓰여진 표찰이 붙여져있으며, 이혼 후에는 ‘Naruse’(나루세)로 바뀌었다.
야마지 가즈하루 (山路一春) 
성우 - 카와니시 켄고
아게하 고등학교의 1학년이며 야구부의 현 에이스. 팔을 부상당한 것에 대한 비아냥처럼 부원을 지도하는 다이키에게 조바심을 느끼고 있으며 자신을 불만을 퍼붓는다.

### 그 외
달걀 요정 (玉子の妖精) 
성우 - 우치야마 코우키
부모님이 이혼한 후에 준 앞에 나타났으며 다시 누군가를 상처주지 않게 준을 부추겨서 준의 말을 봉인한 장본인이다. ‘玉’(구슬 옥)이라는 한자의 점을 몸에 가깝게 떠돌고 있으며 그것을 손으로 숨기면 ‘王’(왕)이 되면서 ‘왕자님’의 모습이 되는 묘사가 있다.

## 스태프
- 원작 - 초평화 버스터즈
- 감독 · 그림 콘티 - 나가이 타츠유키
- 각본 - 오카다 마리
- 캐릭터 디자인 · 총작화감독 - 타나카 마사요시
- 음악 - 미토, 요코야마 마사루
- 연출 - 나가이 타츠유키, 요시오카 시노부, 시바야마 토모타카, 하야시 나오타카, 칸베 히로유키
- 미술감독 - 나카무라 타카시
- 프롭 디자인 - 오카 마리코
- 색채설계 - 나카지마 카즈코
- 촬영 · CG감독 - 모리야마 히로유키
- 편집 - 니시야마 시게루
- 음향감독 - 아케타가와 진
- 기획 · 프로듀스 - 시미즈 히로유키, 이와타 미키히로
- 제작 총지휘 - 이와카미 아츠히로, 마츠자키 요코, 야마니시 타이헤이, 사와베 노부마사
- 프로듀서 - 사이토 슌스케
- 애니메이션 프로듀서 - 카베 나루미
- 제작대표 - 나츠메 코이치로, 우에다 마스오, 시미즈 켄지, 나코무라 리이치로, 쿠보 마사카즈, 오치코시 토모노리, 사카모토 타케시
- 제작사 - ‘마음이 외치고 싶어해’ 제작위원회(애니플렉스, 후지 TV, 덴쓰, 쇼가쿠칸, A-1 Pictures, 로손 HMV 엔터테인먼트)
- 제작 - A-1 Pictures
- 배급 - 애니플렉스

## 음악

### 주제가
〈지금, 말하고 싶은 누군가가 있어〉
- 작사 : 아키모토 야스시 / 작곡 · 편곡 : Akira Sunset, APAZZI / 노래 : 노기자카46[32]
(소니 뮤직 레코드)

### 삽입곡
〈Harmonia〉
※‘노래’의 표기가 없는 곡은 멜로디만 사용되는 곡이다.
〈Over The Rainvow〉
- 작사 : E.Y. Harburg / 작곡 : Harold Arlen / 편곡 : 미토 / 노래 : 키요우라 나츠미

〈이세자키초 블루스〉
- 작사 : 카와우치 코한 / 작곡 : 스즈키 요이치 / 노래 : 사토 사사라

〈영관은 그대에게 빛난다〉(栄冠は君に輝く)
- 작사: 카가 다이스케 / 작곡 : 코세키 유지

〈파란 책갈피〉(青い栞)
- 작곡 : 오자키 유지

### 사용되는 악곡
준 일행의 학급 친구들이 상영하는 뮤지컬(“청춘의 정강이”)에서는 아래의 기존곡이 독자의 가사를 붙여서 사용되고 있다. 같은 노래에 복수의 가사가 붙어져있는 곡도 있다. 아래의 내용은 원곡(작곡가 이름과 제목)과 뮤지컬에서의 제목의 순으로 적혀있다.
- 조지 거슈윈 〈스와니 강〉(Swanee) - 〈동경의 무도회〉(あこがれの舞踏会)
- 조지 거슈윈 〈서머타임〉(Summertime) - 〈빛이 없는 방〉(光のない部屋)
- 보리스 포민 〈머나먼 길〉(러시아어: Дорогой длинною 도로고이 들린노유[*]) - 〈타올라라〉(燃えあがれ)
- 프리드리히 부르크뮐러 〈아라베스크〉(독일어: L' Arabesque) - 〈word word word〉[주 9]
- 영국민요 〈그린슬리브즈〉(영어: Greensleeves) - 〈나의 목소리〉(わたしの声)
- 빅터 영 〈Around the World〉 - 〈달걀 안에는 무엇이 있을까〉(玉子の中にはなにがある)[주 10]
- 베토벤 〈비창 소나타〉(프랑스어: Grande Sonate pathétique 그랑드 소나트 파테티크[*]) - 〈마음은 외치지 않아요〉(心は叫ばない)[주 11]〈마음이 외치네요〉(心が叫びだす)[주 12][주 13]
- 해럴드 알렌 〈Over the Rainbow〉  -  〈마음은 외치고 있어요〉(心は叫んでる)[주 14]〈그대 이름을 불러요〉(あなたの名前呼ぶよ)

## 뮤지컬 “청춘의 정강이”
‘제45회 아게하 고등학교 지역 교류회’에서 준 일행의 2학년 2반이 상영하는 뮤지컬이다. 준이 ‘지금까지 전할 수 없었던 진짜 마음’을 이야기로 만들어서 그 가사에 다쿠미가 기존의 노래를 입힌 작품이다. 작품 중에 종반의 스토리와 병행해서 진행하기 때문에 〈나의 목소리〉와 〈마음이 외치네요&그대의 이름을 불러요〉 이외의 노래하는 장면은 일부만 나오며, 그리고 〈word word word〉의 장면은 마지막 부분의 연주만 나오며, 〈마음은 외치지 않아〉와 〈마음이 외치고 있어〉의 장면은 등장하지 않는다.
아래는 영화 방분자 특전으로 공개 첫날부터 선착 77만명에게 배부된 ‘뮤지컬 “청춘의 정강이” 프로그램’으로부터 요약.

### 줄거리
제1막
성의 무도회를 봉경하는 가난하고 꿈 많은 소녀는 무도회를 엿보고 신사숙녀들이 모두 죄인으로 그들이 영웜히 계속 춤춰야만하는 벌을 받고 있믐 것을 알게 된다.
(〈동경의 무도회〉를 소녀와 왕자(죄인)이 부른다)
제2막
무도회의 사실을 알고 동요하는 소녀지만, 외로운 독신 생활로 고독을 견디는 생활보다도 무도하고 비정한 벌이라도 무도회에 참가하는 것을 강하게 바란다.
(〈빛이 없는 방〉을 소녀와 수수께끼의 댄서가 부른다)
제3막
어떤 것을 하면 죄가 되고 벌을 받는지를 모르는 소녀에게 나쁜 요정들이 ‘성시에 불을 내본다면 어떨지’라고 속삭인다.
(〈타올라라〉를 나쁜 요정들이 부른다.)
제4막
소녀는 거리에 불을 냈지만, 큰 소란을 떠는 사람들은 짐작으로 범인을 찾을 뿐이며 “제가 범인이예요”라는 소녀의 외침은 무시당혼다. 죄를 묻지 않고 절망하는 소녀의 앞에 수수께끼의 달걀이 나타나며 이 세상에서 더 중대한 죄는 “말로 누군가를 상처 주는 것”이라고 부추긴다.
(〈word word word〉를 소녀와 거리의 사람들이 부른다)
제5막
있는 대로 악담을 하면서 사람들의 마음을 상처준 소녀지만 죄를 묻지 않은 채로 사람들에게 미움받으며 무라하치부가 되어버린다. 쇼크로 말을 할 수 없게 된 소녀의 귀에 달걀의 사악한 웃음소리가 울린다.
(〈나의 목소리〉를 소녀(마음의 소리)가 부른다)
제6막
절망 중에 숲 속을 헤매다가 넘어진 소녀 앞에 왕자가 나타나며 소녀에게 상냥하게 말을 건다.
(〈달걀 안에는 무엇이 있을까〉를 왕자가 부른다)
제7막
왕자를 좋아하게 되며 마음 속에 ‘사랑의 말들’이 넘쳐흐르는 소녀지만, 그 말들을 목소리로 내지 못하기 때문에 그 말을 전하지 못하고 답답함을 느낀다. 그 때에 왕자의 암살미수사건이 일어나며 달걀의 꾸민 음모에 따라서 소녀가 범인으로 몰린다. 목소리가 나오지 않아 오해를 풀지 못한 소녀는 필사적으로 왕자가 감싸려는 것도 이루어지지 않고 형무대에 연행된다.
(〈마음은 외치지 않아요〉를 소녀(마음의 소리)가 부른다)
형무대 위에서 소녀는 눈물을 흘리면 그 눈물이 대지에 스며들어 퍼지며 그것이 싹이 나서 꽃이 피며 날아온 새들이 소녀 마음의 세계에 틀어박힌 ‘왕자를 사랑하는 마음’을 노래한다.
(〈마음은 외치고 있어요〉를 꽃이나 새들이 부른다)
최종막
소녀의 진실된 마음을 이해한 왕자와 사람들은 소녀가 범한 죄를 용서한다. 모두의 친절함에 감사하는 소녀는 이 마음을 있는 그대로 전하고 싶다고 강하게 바라며 그 때 소녀가 잃었던 말들이 돌아왔다.
(〈마음이 외치네요〉를 소녀(마음의 소리), 달걀, 세계의 사람들이, 〈그대 이름을 불러요〉를 소녀, 왕자, 세계의 사람들이 동시에 부른다)

### 캐스트
- 소녀 : 나루세 준(마음의 소리)[주 16], 니토 나쓰키
- 달걀 : 다사키 다이키
- 왕자 : 후쿠시마 류지(죄인)[주 17], 사카가미 다쿠미
- 나쁜 요정 : 아이자와 모토키, 이와키 도시노리
- 죄인 :  니시고리 다쿠야, 이와타 신이치, 기타무라 요시코, 오다기리 하나, 시미즈 료, 스즈키 아키코, 도치쿠라 지호, 미카미 미나코, 오카다 마나미, 아케타가와

### 스태프
- 음악 : 아이자와 모토키, 이와키 도시노리, 사카가미 타쿠미
- 안무 : 니토 나쓰키, 우노 요코, 에다 아스카
- 의상 : 와타나베 미사, 스즈키 아키코, 오카다 마나미, 미카미 미나코
- 메이크 업 : 오다기리 하나, 도치쿠라 지호
- 조명 : 사이토 고로, 다나카 리쿠, 미시마 이쓰키
- 대도구 : 시미즈 료, 이와타 신이치, 니시고리 다쿠야, 후쿠시마 류지, 다사키 다이키, 시부야 아키히사, 아케타가와
- 소도구 : 가베 나루미, 다카무라 가오리, 기타무라 요시코
- 포스터 : 타나카 리쿠, 이시카와 아케미[주 18]

## 작중의 연대 설정
다쿠미의 휴대전화(스마트폰)에는 준이 말할 수 없게 된 이유 등을 칠 때에 ‘2015/10/13 火曜日’, 교실에서 뮤지컥을 제안한 후의 장면에서 ‘2015/10/14 水曜日’, 준이 뮤지컬으 끝을 바꾸고 싶다고 제안한 장면에서 ‘2015/11/09 月曜日’로 나타내고 있는 것 외에 2학년 2반의 교실에는 ‘2015年’이라고 적힌 달력이 벽에 걸려있다. 지역 주민 교류회는 12월 5일 토요일에 개최되고 있지만 이 날짜와 요일도 2015년으로 일치한다.

## 공개 전후의 프로모션
2015년 6월 2일부터 메이지의 초콜릿 제품 CM에서 《아노하나》와의 콜라보 버전이 순차 방송됐다. 8월에는 소니의 포터블 오디오 ‘워크맨’인 NW-A16에 본작과 《아노하나》를 컬레버레이션한 “워크맨 A 시리즈 ‘코코사케’×‘아노하나’ 컬레버레이션 모델”이 소니 스토어에서 한정으로 발매됐다. 세이부 철도에서는 8월 29일부터 《아노하나》와 콜라보한 상영 기념 승차권을 발매했다. 그리고, 상영 개시의 9월 19일에 지치부 철도의 팔레오 익스프레스]]가 상영 기념 열차로 운행됐다. 또, 2015년 9월 24일에 후지 TV 계열의 특별 프로그램 《영화 ‘마음이 외치고 싶어해’ 개봉 기념 노기자카46의 ‘코코사케’ 성지 순회 여행》이 방송되는 것과 함께 노기자카46의 선발 멤버에 의한 CM도 2015년 10월 3일부터 방송됐다.
그 외의 흥행에서 시네콘 흥행 체인 T-JOY 계열의 4관에서는 방일 외국인용 상영 기획 ‘YOKOSO! EIGAKAN!’(→어서와요! 영화관!)의 대상이 되며, 초기 한정으로 영어/중국어 간체자의 두 언어 자막 병기의 특별판이 상영됐다.

## 개봉 후의 반향
공개 직후부터 모델이 된 땅을 순례하는 관광객의 존재가 알려지며, 2015년 12월에는 요코제 정과 같은 정의 관광 · 산업진흥협회의 도움으로 작중에 등장하는 가공의 버스 정류장을 재현한 표식이 (설정 모델이 된 곳에) 설치됐다.
2016년 8월 7일에 지지부 시 역소 앞에 특설 장소에서 주요 성우들이 출연한 이벤트 ‘지지부 지역 교류회’(秩父ふれあい交流会)가 개최됐으며, 밤낮 2회로 약 6000명이 참가했다고 알려졌다. 본 공연은 한정판 비디오그램에 우선 판매 신청권이 동봉되어있었다.

## 흥행성적
2015년 9월 19일 개봉 이래로 입소문 등에 의해서 장기간 공개됐으며 약 40일이 경과한 11월 1일에 흥행수입이 10억 1529만 3050엔, 누계 동원수는 74만 4901명에 도달했다고 발표됐다. 흥행수입 10억엔 넘기까지의 기간은 《아노하나》의 극장판보다 12일 빠르다. 또, 원작이나 텔레비전 시리즈를 갖지 않는 완전 오리지널의 일본 극장 애니메이션이 흥해수입 10억엔을 돌파한 것은 스튜디오 지브리 작품이나 호소다 마모루, 오토모 카츠히로 감독 등 한정된 전례밖에 없다고 전해지고 있다.

## 관련 작품

### 만화
아쿠이 마코토의 작화로 2015년 7월 8일부터 쇼가쿠칸의 무료 어플 ‘MangaONE’와 만화 사이트 ‘우라선데이’에서 연재를 개시. 2016년 7월 12일 게재분에서 완결.
- 초평화 버스터즈(원작), 아쿠이 마코토(작회). “마음이 외치고 싶어해” 쇼가쿠칸〈우라 소년 선데이 코믹스〉, 총 4권
  - 2015년 9월 11일 발매[49], ISBN 978-4-09-126438-1
  - 2016년 2월 12일 발매[50], ISBN 978-4-09-127026-9
  - 2016년 4월 12일 발매[51], ISBN 978-4-09-127199-0
  - 2016년 8월 12일 발매[52], ISBN 978-4-09-127370-3

### 소설
2015년 9월 13일, 쇼가쿠칸 분고에서 발매(ISBN 978-4-09-406212-0). 토요타 미카의 집필에 의한 것으로 “각본을 기본으로 적었다”라고 주를 달았다.

## 관련 상품

### CD
《마음이 외치고 싶어해》는 2015년 9월 16일에 애니플렉스에서 오리지널 사운드 트랙이 발매됐다.

#### 수록곡
| #   | 제목                                                     | 작사     | 작곡 · 편곡     | 재생 시간 |
| --- | -------------------------------------------------------- | -------- | --------------- | --------- |
| 1.  | 〈동경의 성〉 (憧れのお城)                               |          | 미토            | 1:20      |
| 2.  | 〈말의 죄〉 (言葉の罪)                                   |          | 미토            | 1:56      |
| 3.  | 〈닥쳐오는 벌〉 (降りかかる罰)                           |          | 미토            | 1:04      |
| 4.  | 〈안녕의 회화〉 (おはようの会話)                         |          | 미토            | 1:04      |
| 5.  | 〈주민 교류회 실행 위원!?〉 (ふれあい交流会実行委員！？) |          | 요코야마 마사루 | 1:06      |
| 6.  | 〈마음 속을 보였다〉 (心の中を見られた)                  |          | 요코야마 마사루 | 0:35      |
| 7.  | 〈조부모〉 (祖父母)                                      |          | 미토            | 0:48      |
| 8.  | 〈고동〉 (鼓動)                                          |          | 미토            | 0:57      |
| 9.  | 〈쓸모없는 "폐품"〉 (使えない"ポンコツ")                 |          | 요코야마 마사루 | 1:15      |
| 10. | 〈아프지 않아〉 (痛くない)                               |          | 미토            | 0:39      |
| 11. | 〈전하고 싶은 것〉 (伝えたいこと)                        |          | 요코야마 마사루 | 2:45      |
| 12. | 〈말은 사람에게 상처를 줘〉 (言葉は人を傷つける)         |          | 미토            | 1:20      |
| 13. | 〈나의 왕자님〉 (わたしの王子様)                         |          | 미토            | 1:06      |
| 14. | 〈되돌릴 수 없는 말〉 (取り戻せない言葉)                 |          | 요코야마 마사루 | 1:46      |
| 15. | 〈엄마와 아이〉 (母と子)                                 |          | 미토            | 1:10      |
| 16. | 〈전하지 못한 마음〉 (届かなかった気持ち)                |          | 미토            | 1:57      |
| 17. | 〈이어져가〉 (つながっていく)                            |          | 요코야마 마사루 | 2:58      |
| 18. | 〈토로〉 (吐露)                                          |          | 미토            | 1:16      |
| 19. | 〈왕자의 슬픔〉 (王子の悲しみ)                           |          | 요코야마 마사루 | 0:33      |
| 20. | 〈Harmonia〉 (코토린고)                                  | 코토린고 | 미토            | 1:20      |
| 21. | 〈좋아하는 거 아냐〉 (好きとか、そんなんじゃない)        |          | 요코야마 마사루 | 3:44      |
| 22. | 〈이제 노래할 수 없어...〉 (もう歌えない・・・)          |          | 요코야마 마사루 | 4:45      |
| 23. | 〈외침〉 (叫び)                                          |          | 미토            | 0:54      |
| 24. | 〈말을 원해〉 (言葉がほしい)                             |          | 요코야마 마사루 | 1:45      |
| 25. | 〈네 덕분에〉 (お前のおかげ)                             |          | 미토            | 1:45      |
| 26. | 〈솔직한 마음〉 (素直な気持ち)                           |          | 요코야마 마사루 | 2:00      |

전체 작사: 오카다 마리. 전체 편곡: 미토, 노부타 카즈오(오케스트라 어레인지)
| #   | 제목                                                                        | 작곡                  | 편곡 | 음악가 | 재생 시간 |
| --- | --------------------------------------------------------------------------- | --------------------- | --- | ------ | --------- |
| 1.  | 〈동경의 무도회〉 (あこがれの舞踏会)                                        | 조지 거슈윈           | 소녀(마음의 소리)[나루세 준(미나세 이노리)], 왕좌(죄인)[후쿠시마 류지(이시야마 하루키)] | 2:05   |           |
| 2.  | 〈빛이 없는 방〉 (光のない部屋)                                             | 조지 거슈윈           | 소녀[니토 나쓰키(아마미야 소라)], 수수께끼의 댄서 | 2:39   |           |
| 3.  | 〈타올라라〉 (燃えあがれ)                                                   | 보리스 포민           | 나쁜 요정 | 2:56   |           |
| 4.  | 〈word word word〉                                                          | 프리드리히 부르크뮐러 | 소녀[니토 나쓰키(아마미야 소라)], 거리의 사람들 | 0:52   |           |
| 5.  | 〈나의 목소리〉 (わたしの声)                                                | (작곡가 미상)         | 소녀(마음의 소리)[나루세 준(미나세 이노리)] | 2:44   |           |
| 6.  | 〈달걀 안에는 무엇이 있을까〉 (玉子の中にはなにがある)                      | 빅터 영               | 왕자[사카가미 다쿠미(우치야마 코우키)] | 3:20   |           |
| 7.  | 〈마음이 외치네요 ~ 그대 이름을 불러요〉 (心が叫びだす～あなたの名前呼ぶよ) | 베토벤, 해럴드 알렌   | 마음이 외치네요: 소녀(마음의 소리)[나루세 준(미나세 이노리)], 달걀[다사키 다이키(호소야 요시마사)], 세계의 사람들 그대 이름을 불러요: 소녀[니토 나쓰키(아마미야 소라)], 왕자[사카가미 다쿠미(우치야마 코우키)], 세계의 사람들 |        |           |
| 8.  | 〈Over The Rainbow〉                                                        | 해럴드 알렌           | 키요우라 나츠미 |        |           |
| 9.  | 〈동경의 무도회〉 (Instrumental)                                            | 조지 거슈윈           | |        |           |
| 10. | 〈빛이 없는 방〉 (Instrumental)                                             | 조지 거슈윈           | |        |           |
| 11. | 〈불타올라라〉 (Instrumental)                                               | 보리스 포민           | |        |           |
| 12. | 〈word word word〉 (Instrumental)                                           | 프리드리히 부르크뮐러 | |        |           |
| 13. | 〈나의 목소리〉 (Instrumental)                                              | (작곡가 미상)         | |        |           |
| 14. | 〈달걀 안에는 무엇이 있을까〉 (Instrumental)                                | 빅터 영               | |        |           |
| 15. | 〈마음이 외치네요 ~ 그대 이름을 불러요〉 (Instrumental)                     | 베토벤, 해럴드 알렌   | |        |           |
| 16. | 〈Over The Rainbow〉 (Instrumental)                                         | 해럴드 알렌           | |        |           |

### 영상 소프트
2016년 3월 30일에 완전 생산 한정판(블루레이: ANZX-11701~11703, DVD: ANZB-11701~11703)과 통상판(블루레이: ANSX-11701, DVD: ANSB-11701)이 발매됐다. 오리콘에 따르면 발매 후 첫 주에 한정판 블루레이가 2.3만장의 세일즈를 기록하고 4월 11일자 ‘주간 종합 블루레이 랭킹’에서 1위가 됐다. 발매에 전후해서 소니의 고음질 대응 헤드폰 · 워크맨과의 콜라보 CM이 공개됐다.
| #  | 제목                                                | 재생 시간 |
| -- | --------------------------------------------------- | --------- |
| 1. | 〈마음이 외치고 싶어해〉 (心が叫びたがってるんだ。) |           |

| #  | 제목 | 출연                                                           | 재생 시간 |
| -- | --- | -------------------------------------------------------------- | --------- |
| 1. | 〈개봉 기념 특별 프로그램 (2015년에 TOKYOU MX 밖에서 OA)〉 (公開記念特番（２０１５年にＴＯＫＹＯ ＭＸ他にてＯＡ）)    |                                                                |           |
| 2. | 〈노기자카46의 “코코사케” 성지 순회 여행 디렉터 컷 판〉 (乃木坂４６の「ここさけ」聖地めぐり旅 ディレクターズカット版) |                                                                |           |
| 3. | 〈2015년 9월 19일 ‘개봉 첫날 무대 인사’〉 (2015年9月19日「公開初日舞台挨拶」)                                         |                                                                |           |
| 4. | 〈PV · CM집〉 (PV・CM集)                                                                                              |                                                                |           |
| 5. | 〈오디오 코멘터리〉 (オーディオコメンタリー)                                                                          | 나가이 타츠유키, 오카다 마리, 타나카 마사요시, 우치야마 코우키 |           |

| #   | 제목                                                                          | 음악가 또는 작곡가 | 재생 시간 |
| --- | ----------------------------------------------------------------------------- | ------------------ | --------- |
| 1.  | 〈동경의 무도회〉 (あこがれの舞踏会)                                          | 미나세 이노리      |           |
| 2.  | 〈빛이 없는 방〉 (光のない部屋)                                               | 미나세 이노리      |           |
| 3.  | 〈타올라라〉 (燃えあがれ)                                                     | 스와 아야카        |           |
| 4.  | 〈word word word〉                                                            | 미나세 이노리      |           |
| 5.  | 〈나의 목소리〉 (わたしの声)                                                  | 미나세 이노리      |           |
| 6.  | 〈달걀 속에는 무엇이 있을까〉 (玉子の中にはなにがある)                        | 우치야마 코우키    |           |
| 7.  | 〈목소리가 외치네요 ~ 그대 이름을 불러요〉 (心が叫びだす～あなたの名前呼ぶよ) | 미나세 이노리      |           |
| 8.  | 〈Over The Rainbow〉                                                          | 키요우라 나츠미    |           |
| 9.  | 〈Harmonia〉                                                                  | 코토린고           |           |
| 10. | 〈성을 동경하는 소녀〉 (お城に憧れる少女)                                     | 노부타 카즈오      |           |
| 11. | 〈비창〉 (悲愴)                                                               | 베토벤             |           |
| 12. | 〈보이스 드라마 vol.1〉 (ボイスドラマ vol.1)                                  | 미나세 이노리      |           |
| 13. | 〈보이스 드라마 vol.2〉 (ボイスドラマ vol.2)                                  | 아마미야 소라      |           |

## 실사 영화
2017년 7월 22일에 개봉됐다.
배급은 애니메이션판을 제막 및 배급한 애니플렉스에서 했으며, 애니메이션판의 프로듀서인 사이토 슌스캐가 본작에도 참가한다. 음악도 애니메이션판에 참가한 요코야마 마사루가 담당했다.
제작 발표는 2017년 3월 15일이다. 촬영은 3월 14일에 작품의 무대인 지치부 시에서 촬영을 시작했으며 4월 23일에 촬영을 종료했다.
실사 영화화는 후지 TV 프로듀서인 히다카 슌으로부터 애니플렉스에 대해서 제안이 됐다. 애니메이션판의 팬이라는 히다카는 촬영 장소를 지치부로 실시하는 것은 ‘절대 조건’이였다고 말했다.
원작(애니메이션판)으로부터는 아래와 같은 설정이 변경됐다.
- 주인공이 나루세 준이 아닌 사카가미 다쿠미이다.
- 나루세 준의 부친의 이름 설정(야스시)이 있다[65].
- ‘달걀 요정’은 등장하지 않고 나루세 준의 저주 계기는 대자사의 달걀의 공양뭉레 관한 전승(독자적 설정이 첨가되어 있다)으로 되어 있다.
- 작품의 무대가 되는 교실은 ‘3학년 2반’이다.[66].
- ‘지역 주민 교류회’는 아게하 고등학교 이외의 단체도 참가하는 이벤트이며 개최 날짜는 2017년 5월 20일, 장소는 실제로 있는 지치부노미야 기면 시민 회관이다[67]。
- 사카가미 다쿠미가 니토 나쓰키에게 고백하는 것을 들은 나루세 준은 말하게 된 것 대신에 노래하면 배의 통증이 느껴지게 됐기 때문에 행방을 감춘다.
- 나루세 준은 극의 후반에 〈나의 목소리〉(わたしの声)를 다 부른 후에 소녀 역으로 교대한다.

### 등장인물
- 사카가미 다쿠미 역 : 나카지마 켄토(Sexy Zone)[62](중학생 시절 - 카미노 쿄헤이)[68]）
- 나루세 준 역 : 요시네 쿄코[62](5세 시절 - 히라오 나나카[69]）
- 니토 나쓰키 - 이시이 안나[62](중학생 시절 - 모리 나나[70]）
- 다사키 다이키 역 : 칸이치로[62]
- 에다 아스카 역 : 카나자와 미호[71]
- 우노 요코 역 : 하기와라 미노리[71]
- 미시마 이쓰키 역 : 니시야마 준[71]
- 이와키 도시노리 역 :  카와무라 료스케[71]
- 아이자와 모토키 역 : 카미카와 쇼사쿠[71]
- 미카미 미나코 역 :  모리타 코코로[71]
- 오카다 마나미 역 : 오야 아오이[71]
- 사이토 고로 역 :  코다이라 다이치[71]
- 다카무라 가오리 역 :  사쿠라이 미나미[71]
- 와타나베 미사 역 : 사카이 코하루[71]
- 기타무라 요시코 역 : 콘도 리사[71]
- 이시카와 아케미 역 : 사나다 마호[71]
- 가베 나루미 역 : 코바야시 마리코[71]
- 스즈키 아키코 역 : 누루키 리오[71]
- 오다기리 하나 역 : 나가타 유코[71]
- 니시고리 다쿠 역 : 카메다 유키[71]
- 도치쿠라 지호 역 : 요시다 시오리[71]
- 시부야 아키히사 역 : 이노우에 타쿠야[71]
- 아케타가와 역 : 미야사카 켄타[71]
- 시미즈 료 역 : 이와이 켄시로[71]
- 다나카 리쿠 역 : 카게야마 주키야][71]
- 후쿠시마 류지 역 : 후쿠시마 츠나기[71]
- 이와타 신이치 역 : 코노 히로키[71]
- 나루세 준의 아빠(야스시(泰史)) 역 : 히라다 테츠[65]
- 야마지 가즈하루 - 후쿠야마 코헤이[72]
- 후배 야구 부원 역 : 요시다 카케루[73]
- 후배 야구 부원 역 : 시부야 타츠키[73]
- 후배 야구 부원 역 : 카와이 료[73]
- 야스시의 바람 상대 역 : 마츠야마 아이리[74]
- 사카가미 야소하치 역 : 미타무라 슈조[75]
- 사카가미 신 역 : 타카하시 카스미[76]
- 같은 반 남자 역 : 하야시 사토루[77]
- 같은 반 남자 역 : 나카자와 히토시[77]
- 나루세 준의 집 근처 아주머니 역 : 이나가와 미요코[78]
- 매지션 역 : ANXRA[79]
- 사회자 역 : 타와라기 토타[80]
- 대자사(大慈寺) 주지 역 : 아라타니 키요미[81]
- 주디 갈런드 풍의 소녀 역 : 셀레스테 이시이[82]
- 아게하 고등학교의 학생 역 : 미나세 이노리[3]
- 조시마 가즈키 역 : 아라카와 요시요시[71]
- 나루세 이즈미역 : 오츠카 네네[71]

### 스태프
- 원작 - 초평화 버스터즈 《마음이 외치고 싶어해》(감독 : 나가이 타츠유키, 각본 : 오카다 마리, 캐릭터 디자인 · 총작화 감독 : 타나카 마사요시)
- 감독 - 쿠마자와 나오토
- 각본 - 마나베 유키코
- 음악 - 요코야마 마사루
- 제작 - 오가와 신이치, 이와카미 아츠히로, 요시자키 케이이치, 후지시마 주리 K.
- 프로듀서 - 히다카 슌, 사이토 슌스케, 와다쿠라 카즈토시
- 공동 프로듀서 - 오하라 카즈타카, 오다기리 나루미
- 라인 프로듀서 - 모리 켄세이
- 촬영 - 나베시마 아츠히로
- 조명 - 카게 츠요시
- 녹음 - 타키자와 오사무
- 미술 - 타카하시 야스요
- 장식 - 타카하시 히카루
- 장식 디자인 - 미야모토 마사에
- 헤어 디자인 - 모치마루 아카네
- 편집 - 호가키 준스케
- 음향 효과 - 시바사키 켄지
- 극중 음악 감독 - 오사토 카즈오
- 극중 애니메이션 - 탄지 타쿠미
- DI 프로쥬서, 컬러 그레이더 - 사이토 세이지
- VFX 슈퍼 바이저 - 타카하시 나오타로
- 스크립터 - 오시다 토모코
- 캐스팅 - 스기노 츠요시
- 야구 지도 - 스미 미츠오[83]
- 조감독 - 키노모토 고
- 제작 담당 - 나베시마 아키히로
- 배급사 - 애니플렉스
- 제작사 - 시네바자르
- 제작 - 영화 《마음이 외치고 싶어해》 제작 위원회(후지 TV, 애니플렉스, 덴쓰, 제이 스톰)

### 사운드트랙
《마음이 외치고 싶어해》는 2017년 7월 19일에 애니플렉스에서 발매된 오리지널 사운드 트랙이다.

#### 수록곡
전체 작곡: 요코야마 마사루. 전체 편곡: 요코야마 마사루
| #            | 제목                                                                                          | {{{기타정보}}} | 재생 시간 |
| ------------ | --------------------------------------------------------------------------------------------- | -------------- | --------- |
| 1.           | 〈성의 왕자님〉 (お城の王子様)                                                                |                | 1:01      |
| 2.           | 〈말하면 안돼〉 (喋っちゃダメ)                                                                |                | 1:58      |
| 3.           | 〈소녀는 왕자에게 말을 바치고, 목소리를 잃는 벌〉 (少女は玉子に言葉を捧げ、声を失う罰)        |                | 0:50      |
| 4.           | 〈노래나 감정 등 전하기 쉬워지는 것도 있어〉 (歌の方が感情とか伝わりやすくなることもあるしし) |                | 0:43      |
| 5.           | 〈고마워요〉 (ありがとう)                                                                     |                | 1:03      |
| 6.           | 〈노래라면 저주와 관계없을지도 몰라〉 (歌なら呪いとか関係ないかもしれないし)                  |                | 1:06      |
| 7.           | 〈나는 할 수 있어〉 (わたしはできるよ)                                                        |                | 1:36      |
| 8.           | 〈어릴 적 추억〉 (幼い想い出)                                                                 | 미토           | 1:33      |
| 9.           | 〈말하지 않는 아이〉 (しゃべらない子)                                                         |                | 1:32      |
| 10.          | 〈나의 말을, 노래로 해줘요〉 (私の言葉を、歌にして下さい)                                     |                | 1:09      |
| 11.          | 〈말을 일허버렸어요〉 (言葉を失ってしまいました)                                              |                | 1:15      |
| 12.          | 〈말은 사람에게 상처를 주기 때문에〉 (言葉は傷つけるんだから)                                 |                | 0:39      |
| 13.          | 〈준은 밝은 놈입니다〉 (順さんは明るいやつです)                                               | 미토           | 1:06      |
| 14.          | 〈나도 응원할게〉 (私も応援する)                                                              |                | 1:25      |
| 15.          | 〈말로 충족시켜지다〉 (言葉で満たされる)                                                      |                | 0:32      |
| 16.          | 〈주역은 나루세〉 (主役は成瀬)                                                                |                | 2:49      |
| 17.          | 〈청춘의 정강이〉 (青春の向こう脛)                                                            |                | 2:13      |
| 18.          | 〈전할 수 없는 답답함〉 (伝えられないもどかしさ)                                              |                | 1:41      |
| 19.          | 〈나쁜 말〉 (悪い言葉)                                                                        |                | 1:16      |
| 20.          | 〈달걀에게 소망을〉 (玉子に願いを)                                                            |                | 1:20      |
| 21.          | 〈아무리 해도 말할 수 없었어〉 (どうしても言えなかった)                                       |                | 1:43      |
| 22.          | 〈나, 동아리이기 때문에〉 (私、部活だから)                                                    |                | 0:51      |
| 23.          | 〈교류회 내일 공연!〉 (ふれ交 明日本番!)                                                      |                | 1:07      |
| 24.          | 〈나쓰키의 기분〉 (菜月の気持ち)                                                              |                | 1:09      |
| 25.          | 〈노래, 노래할 수 없어〉 (歌、歌えない)                                                       |                | 2:28      |
| 26.          | 〈나루세 탓에〉 (成瀬のせい)                                                                  |                | 1:31      |
| 27.          | 〈고마워요 ~ 시작의 성〉 (ありがとう～始まりのお城)                                           |                | 1:05      |
| 28.          | 〈전부 내 탓이기 때문에〉 (全部私のせいだから)                                                |                | 1:06      |
| 29.          | 〈응. 알아〉 (うん。知ってる)                                                                 |                | 3:54      |
| 30.          | 〈마음이 외치고 싶어해〉 (心が叫びたがってるんだ)                                             |                | 2:57      |
| 총 재생 시간 | 총 재생 시간                                                                                  | 총 재생 시간   | 44:36     |

### 내용주
1. ↑  무대가 되는 아게하 고등학교에 대해서는 도치기 현립 아시카가미나미 고등학교가 모델로 사용되고 있으며(크레딧에 ‘로케이션 협력’(ロケーション協力)로 기재되어있다), 개봉 전에는 동명의 학교 학생들과 보호자를 대상으로 한 특별 시사회가 실시됐다[10].
2. ↑  다만, 감독인 나가이 타츠유키는 사용되지 않는다. 또, 대부분은 성만 사용하고 있지만 글자 표기까지 포함해서 전체 이름 그대로 사용된 예(도치쿠라 지호)도 있다.
3. ↑  미나세가 2016년 3월에 제10회(2015년도) 성우 어워드 주연여우상을 수상했을 때, 본작에서의 연기에 언급한 보도가 있었던[13] 것 외에 후술대로 본작에서 일본 영화 비평가 대상 심인성우상을 수상하고 있다.
4. ↑  음원은 CeVIO의 음성 라이브러리 캐릭터인 사토 사사라가 사용되고 있다[15]. 사토 사사라의 음성은 나루세 준 역의 미나세 이노리가 제공하고 있으며 그 녹음으로 미나세는 CeVIO와 본작의 콜라보 CM에 준 코스프레 모습으로 출연했다[15].
5. ↑  사운드트랙 CD에 수록된 곡에도 이 대사가 포함되어있다.
6. ↑  이름의 읽는 법은 DVD 자막에서. 소설판에는 전체 이름이 후리가나가 붙은 형태로 나오지 않았다.
7. ↑  요시다는 애니메이션 성우는 첫 도전이였다[30].
8. ↑  소설판에서는 준이 4학년 때가 되어있다[31]. 영화 본편에서는 구체적인 학년이나 연령을 나타내는 묘사는 없다.
9. ↑  작품 중에서는 가창 부분은 사용되지 않는다(반주의 마지막만 흐른다).
10. ↑  작중에서는 다쿠미가 음악 준비실에서 즉흥으로 노래하는 장면이 있으며 조시마가 뮤지컬을 제안하는 직접적인 계기가 됐다. 또, 준이 노래하면 배가 아프지 않아지는 것을 알게 되는 장면에서도 불리고 있다. 그리고, 학급회에서 준이 즉흥으로 “나는 할 수 있어”라고 다른 가사로 부르는 장면이 있으며 이것에 의해서 노래하면 목소리를 낼 수 있는 것을 모두에게 알려주게 됐다.
11. ↑  뮤지컬 중에서 불리는 장면이 없지만 다쿠미가 피아노로 곡을 합치려고 하는 장면이 제작중의 묘사로 등장한다.
12. ↑  〈마음음 외치지 않아요〉와 〈마음이 외치네요〉에 사용되고 있는 것은 모두 2악장이다.
13. ↑  영화 개봉 전에 흐른 예고 CM에서는 키요우라 나츠미가 이 노래를 독창하고 있다[33].
14. ↑  작중에서 불리는 장면은 없다.
15. ↑  후술의 소설판에서는 영화화되지 않은 이들의 노래를 포함하는 뮤지컬의 묘사가 있다.
16. ↑  본래는 준이 소녀 역을 맡았지만 당일에 나쓰키가 대역을 맡게 됐다. 또한, 2016년 3월에 발매된 한정판 블루레이 · DVD의 특전 CD에는 나루세 준 역의 미나세 이노리의 가창에 의한 ‘준 버전’의 뮤지컬곡(〈동경의 무도회〉〈빛이 없는 방〉〈word word word〉)가 수록되어있다.
17. ↑  원래 사카가미 다쿠미가 왕자 역이였으나 나루세 준을 찾기 위해서 후쿠시마 류지에게 왕자 대역을 맡긴다.
18. ↑  작중에 비치는, 교실 칠판에 적힌 스태프 리스트에서는 ‘田中’ ‘北村’로 되어있다(이시카와는 칠판에는 어떤 파트에도 이름이 올라져있지 않다). 소설판에서는 프로그램 대로 다나카와 이시카와가 포스터 제작을 상담하고 있는 묘사가 있다(p.183). 본편에서도 서로 말하는 컷이 존재하지만 포스터의 상의인 것은 명시되어있지 않다.
19. ↑  이 날짜에 연관지어서 질제 2015년 12월 5일에 영화관 ‘시네 리브르 이케부쿠로’에서 작중의 상영시간에 맞춘 본작의 상영 이벤트가 행해졌다[36].
20. 1 2  원곡 〈그린슬리브즈〉는 헨리 8세가 앤 볼린을 위해 만들었다는 전설이 있다.

### 참조주
1. 1 2  “ここさけ×あの花コラボCM、順の心が叫び、めんまがなじみの曲を優しく歌う” [코코사케×아노하나 콜라보 CM, 준의 마음이 외침, 멘마가 친숙한 곡을 상냥하게 부르다] (일본어). 영화 나탈리. 2015년 6월 2일. 2015년 6월 19일에 확인함.
2. ↑  코믹스 제1권, p.180
3. 1 2  “実写映画『心が叫びたがってるんだ。』に水瀬いのりさんが出演していることが明らかに！ WEB予告編解禁＆アニメ版の地上波初放送も決定！” [실사 영화 “마음이 외치고 싶어해”에 미나세 이노리가 출연하고 있는 것을 명확히!  WEB 예고편 해금&애니메이션판의 지상파 첫 방송도 결정!]. 《야니메이트 타임즈》 (일본어) (애니메이트). 2017년 6월 28일. 2017년 6월 28일에 확인함.
4. ↑  “第39回日本アカデミー賞優秀賞決定！” [제39회 일본 아카데미상 우수상 결정!] (일본어). 일본 아카데미상 협회. 2016년 1월 18일에 확인함.[깨진 링크(과거 내용 찾기)]
5. ↑  “第19回文化庁メディア芸術祭 審査委員会推薦作品一覧 アニメーション部門” [제19회 문화청 미디어 예술제 심사위원회 추천 작품 목록 애니메이션 부문] (PDF) (일본어). 문화청 미디어 예술제. 2015년 12월 22일에 원본 문서 (PDF)에서 보존된 문서. 2015년 12월 14일에 확인함.
6. ↑  “第25回日本映画批評家大賞” [제25회 일본 영화 비평가 대상] (일본어). 일본 영화 비평가 대상. 2016년 4월 22일에 원본 문서에서 보존된 문서. 2016년 4월 25일에 확인함.
7. ↑  “『あの花』チームで新作映画 秩父舞台に 2015年公開” [“그 꽃” 팀에서 신작 영화 지치부 무대로 2015년 개봉] (일본어). ORICON STYLE. 2014년 9월 1일. 2015년 12월 5일에 확인함.
8. ↑  “「あの花」チームの新作劇場アニメ、タイトルは「心が叫びたがってるんだ。」に決定” [“그 꽃” 팀의 신작 극장 애니메이션, 제목은 “마음이 부르고 싶어해”]. 《영화.com》 (일본어). 2014년 12월 6일. 2015년 12월 5일에 확인함.
9. ↑  “『心が叫びたがってるんだ。』主人公役に水瀬いのり、言葉を封印されたヒロイン” [“마음이 부르고 싶어해” 주인공 역으로 미나세 이노리, 말을 봉인당한 여주인공]. 《마이나비 뉴스》 (일본어). 마이나비. 2015년 3월 11일. 2015년 6월 19일에 확인함.
10. ↑  “劇場版アニメ『心が叫びたがってるんだ。』水瀬いのりさんの高校生に贈ったコメントが到着 『ここさけ』特番＆『あの花』テレビシリーズのOAが決定” [극장판 애니메이션 “마음이 부르고 싶어해” 미나세 이노리가 고등학생들에게 준 메시지라 도착 “코코사케” 특방&“그 꽃” TV 시리즈의 OA가 결정] (일본어). 패미통.com. 2015년 9월 8일. 2015년 11월 23일에 확인함.
11. ↑  映画「ここさけ」聖地巡礼は西武観光バスで！[영화 “코코사케” 성지순례는 세이부 관광 버스에서] 보관됨 2016-03-06 - 웨이백 머신 - 세이부 관광 버스
12. ↑  팜플릿에서의 타나카 마사요시의 코멘트에서.
13. ↑  “神谷浩史が殿堂入り／声優アワード主な受賞者” [카미야 히로시가 최고 위치에 / 성우 어워드 주요 수상자]. 《닛칸 스포츠》 (일본어). 2016년 3월 12일. 2016년 3월 12일에 확인함.
14. 1 2 3 4 5 6 7  《소설판 마음이 외치고 싶어해》 책 첫머리 그림
15. 1 2  “「ここさけ」主演声優・水瀬いのり、制服コスプレ披露！ 声を提供した音声創作ソフト「CeVIO」コラボCM” [“코코사케” 주연성우 미나세 이노리, 교복 코스프레 피로! 목소리를 제공한 음성 창작 소프트웨어 ‘CeVIO’ 콜라보 CM]. 《영화.com》 (일본어). 2015년 9월 28일. 2015년 12월 6일에 확인함.
16. ↑  소설판 p.221
17. ↑  코믹판 1권, pp.59 - 64
18. ↑  한정판 비디오그램 봉입 북클릿, 및 방문자 특전 ‘뮤지컬 “청춘의 정강이” 프로그램’에 따른다.
19. ↑  소설판 p.175
20. 1 2  소설판 p.177
21. 1 2 3  소설판 p.176
22. ↑  소설판 p.96
23. 1 2  소설판 p.13
24. 1 2  소설판 p.180
25. ↑  소설판 p.209
26. 1 2  소설판 p.179
27. ↑  소설판 p.237
28. ↑  소설판 p.54
29. ↑  소설판 p.238
30. ↑  “吉田羊、『ここさけ』母親役でアニメ声優初挑戦 「アフレコに憧れていた」” [요시다 요, “코코사케” 엄마 역할로 애니메이션 성우 첫 도전 ‘애프터 리코딩에 동경하고 있었다’] (일본어). 오리콘. 2015년 8월 5일. 2015년 8월 5일에 확인함.
31. ↑  소설판 p.72
32. ↑  “「心が叫びたがってるんだ。」乃木坂46の主題歌流れる予告編公開” [“마음이 외치고 싶어해” 노기자카46의 주제가 흐르는 예고편 공개]. 《나탈리》 (일본어) (나타샤). 2015년 9월 1일. 2015년 9월 1일에 확인함.
33. ↑  “清浦夏実が映画「心が叫びたがってるんだ。」CMで歌唱、劇中音楽はミト” [키요우라 나츠미가 영화 “마음이 외치고 싶어해” CM에서 가창, 극 중 음악은 미토]. 《음악 나탈리》 (일본어). 2015년 7월 7일. 2016년 5월 9일에 확인함.
34. ↑  “「心が叫びたがってるんだ。」来場者特典” [“마음이 외치고 싶어해” 방문자 특전]. 《마음이 외치고 싶어해 공식 사이트》 (일본어). 2015년 11월 29일에 확인함.
35. ↑  팜플렛에 해당하는 곳의 도판이 게재돼있다.
36. ↑  “12/5(土)『心が叫びたがってるんだ』にて劇中ミュージカル演目「青春の向う脛」の開催日時にあわせた上映イベントの開催決定!!” [12/5(토) “마음이 외치고 싶어해”에서 극 중 뮤지컬 ‘청춘의 정강이’의 개최 일시에 맞춘 상영 이벤트의 개최 결정!!] (일본어). 시네 리브르 이케부쿠로. 2015년 12월 2일. 2015년 12월 6일에 원본 문서에서 보존된 문서. 2015년 12월 5일에 확인함.
37. ↑  “めんまのハイレゾ音声収録、ウォークマンAに「あの花」×「ここさけ」コラボモデル” [멘마의 고음질 음성 수록, 워크맨A에 “아노하나”×“코코사케” 콜라보 모델] (일본어). AV Watch. 2015년 8월 6일. 2016년 8월 18일에 확인함.
38. ↑  「ここさけ×あの花」記念乗車券を限定発売します！[‘코코사케×아노하나’ 기념 승차권을 한정 발매했다!] 보관됨 2016-03-09 - 웨이백 머신 - 세이부 철도 뉴스(2015년 8월 18일)
39. ↑  “【秩父鉄道】〈SL「映画心が叫びたがってるんだ。」公開記念号〉運転” [【지치부 철도】〈SL “영화 마음이 외치고 싶어해” 개봉 기념호〉운행] (일본어). Rail Magazine. 2015년 9월 24일. 2015년 12월 8일에 원본 문서에서 보존된 문서. 2015년 12월 6일에 확인함.
40. ↑  “乃木坂46号泣『ここさけ』鑑賞CM公開「メチャ泣きました」” [노기자카46 울음 “코코사케” 감상 CM 공개 “많이 울었어요”] (일본어). 오리콘 스타일. 2015년 9월 30일. 2015년 9월 30일에 확인함.
41. ↑  ティ・ジョイ 官民連携のインバウド事業スタート！ 訪日外国人向け上映企画「YOKOSO! EIGAKAN!」第２弾[T-JOY 관민 제휴의 인바운드 사업 시작! 방일외국인용 상영기획 ‘어서와요! 영화관!’ 제2탄] 보관됨 2016-03-05 - 웨이백 머신 ― 주식회사 T-JOY(2015년 9월 11일)
42. ↑  “アニメ「ここさけ」公開、連休中ファンが秩父殺到 聖地巡礼にぎわう” [애니메이션 “코코사케” 개봉, 연휴 중 팬이 지지부 쇄도 성지 순례 붐비다]. 《사이타마 신문》 (일본어). 2015년 9월 25일. 2016년 1월 6일에 원본 문서에서 보존된 문서. 2016년 1월 1일에 확인함.
43. ↑  “アニメ「ここさけ」のバス停、横瀬に登場 映画の場面を再現” [애니메이션 “코코사케”의 버스 정류장, 요코세에 등장 영화 장면을 재현]. 《사이타마 신문》 (일본어). 2015년 12월 31일. 2016년 1월 6일에 원본 문서에서 보존된 문서. 2016년 1월 1일에 확인함.
44. ↑  “ここさけイベントに6000人　水瀬いのりさんら出演、秩父で交流会” [코코사케 이벤트에 6000명 미나세 이노리 등 출연]. 《사이타마 신문》 (일본어). 2016년 8월 8일. 2016년 8월 11일에 원본 문서에서 보존된 문서. 2016년 8월 12일에 확인함.
45. 1 2 3  “「心が叫びたがってるんだ。」が興収10億円突破 劇場オリジナルで快挙” [“마음이 외치고 싶어해”가 흥행수입 10억엔 돌파 극장 오리지널로 쾌거]. 《애니메! 애니메!》 (일본어). 2015년 11월 2일. 2015년 12월 5일에 확인함.
46. 1 2 3  “「心が叫びたがってるんだ。」興行収入10億突破！” [“마음이 외치고 싶어해” 흥행수입 10억 돌파!]. 《Walkerplus》 (일본어). 2015년 11월 2일. 2015년 12월 8일에 원본 문서에서 보존된 문서. 2015년 12월 5일에 확인함.
47. ↑  “劇場アニメ『心が叫びたがってるんだ。』が漫画化” [극장 애니메이션 “마음이 외치고 싶어해” 만화화] (일본어). ORICON. 2015년 7월 8일. 2015년 7월 8일에 확인함.
48. ↑  아쿠이 마코토 트위터 - 2016년 7월 12일을 참조.
49. ↑  “心が叫びたがってるんだ。 1” [마음이 외치고 싶어해 1] (일본어). 우라 소년 선데이 코믹스. 2016년 3월 5일에 확인함.[깨진 링크(과거 내용 찾기)]
50. ↑  “心が叫びたがってるんだ。 2” [외치고 싶어해 2] (일본어). 우라 소녀 선데이 코믹스. 2016년 3월 5일에 확인함.[깨진 링크(과거 내용 찾기)]
51. ↑  “心が叫びたがってるんだ。 3” [외치고 싶어해 3]. 우라 소녀 선데이 코믹스. 2017년 12월 4일에 원본 문서에서 보존된 문서. 2016년 4월 12일에 확인함.
52. ↑  “心が叫びたがってるんだ。 4” [외치고 싶어해 4] (일본어). 우라 소녀 선데이 코믹스. 2017년 12월 4일에 원본 문서에서 보존된 문서. 2016년 8월 12일에 확인함.
53. ↑  “小説 心が叫びたがってるんだ。” [소설 마음이 외치고 싶어해] (일본어). 2016년 3월 5일에 확인함.
54. ↑  미토가 맡은 트랙의 오케스트라 어레인지는 노부 카즈오가 맡았다.
55. ↑  Blu-ray&DVD2016年3月30日(水)発売決定[블루레이&DVD 2016년 3월 30일(수) 발매 결정] - 공식 웹사이트
56. ↑  “【オリコン】「ここさけ」劇場版アニメ映像作品がBD総合首位” [【오리콘】‘코코사케’ 극장판 애니메이션 영상 작품이 블루레이 종합 선두권]. 《오리콘 스타일》 (일본어). 2016년 4월 6일. 2016년 4월 6일에 확인함.
57. ↑  映画『心が叫びたがってるんだ。』とソニー製ハイレゾ対応「ウォークマン(R)」＆ヘッドホンとのコラボCMが完成！[영화 “마음이 외치고 싶어해”와 소니제 고음질 대응 ‘워크맨(R)’&헤드폰과의 콜라보 CM이 완성됨] 보관됨 2016-08-22 - 웨이백 머신 - 애니플렉스 릴리스(2016년 3월 28일)
58. ↑  “中島健人「けんてぃーです」と叫ぶ、「ここさけ」初日に芳根京子らが最高のパス” [나카지마 켄토 ‘켄티입니다’라고 외치는, ‘코코사케’ 첫 날에 요시네 쿄코 등의 최고의 버스]. 《영화 나탈리》 (일본어). 2017년 7월 22일. 2017년 7월 22일에 확인함.
59. ↑  “『心が叫びたがってるんだ。』中島健人さん（Sexy Zone）主演で実写映画化決定！　ヒロイン・成瀬順役は芳根京子さんと判明” [“마음이 외치고 싶어해” 나카지마 켄토 씨(Sexy Zone) 주연으로 실사 영화화 결정! 여주인공 나루세 준은 요시네 쿄코 씨로 밝혀짐]. 《animate Times》 (일본어). 2017년 3월 15일. 2017년 3월 15일에 확인함.
60. ↑  “「ここさけ」プロデューサーが語る、実写化の裏側” [‘코코사케’ 프로듀서가 말하는, 실사화의 이면]. 《ORICON NEWS》 (일본어). 2017년 7월 29일. 2017년 7월 29일에 확인함.
61. ↑  스태프 - 실사 영화 공식 사이트
62. 1 2 3 4 5  “『心が叫びたがってるんだ。』が実写映画に！中島健人×芳根京子×石井杏奈×寛一郎” [“마음이 외치고 싶어해”가 실사영화로! 나카지마 켄토×요시네 쿄코×이시이 안나×칸이치로]. 《시네마 투데이》 (일본어) (주식회사=시네마 투데이). 2017년 3월 15일. 2017년 3월 15일에 원본 문서에서 보존된 문서. 2017년 3월 15일에 확인함.
63. ↑  2017년 4월 23일 - 실사 공식 트위터
64. 1 2  “実写版「ここさけ」キャスティングの理由、アニメ版との変更点” [실사화 ‘코코사케’ 캐스팅의 이유, 애니메이션판과 변경점]. 《시네마 투데이》 (일본어). 2017년 5월 10일. 2017년 5월 11일에 확인함.
65. 1 2  2017년 4월 14일 - 실사 공식 트위터
66. ↑  2017년 4월 12일 - 실사 공식 트위터
67. ↑  2017년 4월 16일 - 실사 공식 트위터
68. ↑  2017년 6월 8일 - 실사 공식 트위터
69. ↑  2017년 6월 10일 - 실사 공식 트위터
70. ↑  2017年4月17日 - 실사 공식 트위터
71. 1 2 3 4 5 6 7 8 9 10 11 12 13 14 15 16 17 18 19 20 21 22 23 24 25  캐스팅 - 실사 공식 트위터
72. ↑  2017년 4월 21일 - 실사 공식 트위터
73. 1 2 3  2017년 6월 12일 - 실사 공식 트위터
74. ↑  2017년 4월 24일 - 실사 공식 트위터
75. ↑  2017년 4월 27일 - 실사 공식 트위터
76. ↑  2017년 5월 23일 - 실사 공식 트위터
77. 1 2  2017년 5월 2일 - 실사 공식 트위터
78. ↑  2017년 5월 14일 - 실사 공식 트위터
79. ↑  2017년 5월 21일 - 실사 공식 트위터
80. ↑  2017년 5월 25일 - 실사 공식 트위터r
81. ↑  2017년 5월 30일 - 실사 공식 트위터
82. ↑  2017년 6월 9일 - 실사 공식 트위터
83. ↑  2017년 4월 25일 - 실사 공식 트위터